# Cody McFadyen
Cody Walton McFadyen (* 13. Februar 1968 in Fort Worth, Texas, USA; † 17. Mai 2023 in Denver, Colorado) war ein US-amerikanischer Schriftsteller von Kriminalromanen.

## Biografie
Nachdem McFadyen mit 16 Jahren seine Highschool-Ausbildung abbrach, begann er, freiwillige soziale Arbeit zu leisten. So setzte er sich unter anderem für Selbsthilfegruppen und bei der Drogenberatung ein und trat mehrere Weltreisen an. Er arbeitete danach in unterschiedlichen Branchen, wie etwa als Webseiten-Designer, bevor er sich mit 35 Jahren ganz der Tätigkeit als Schriftsteller widmete. Sein erster Thriller Die Blutlinie um die Protagonistin Smoky Barrett fand internationale Anerkennung. Ihm folgten vier weitere Romane mit der gleichen Protagonistin.
Laut seiner Homepage konsumierte er in jüngeren Jahren Drogen. Seine erste Heirat habe ihn auf einen besseren Lebensweg gebracht, insbesondere die Erziehung seiner Stieftochter. Er heiratete später ein zweites Mal. Seine Kindheit war von Armut gekennzeichnet, wie er selbst in seiner „extended biography“ schildert. Als er etwa 10 Jahre alt war, haben seine Eltern die Armut überwunden und sind in den Mittelstand aufgestiegen, weil sie einer dauerhaften beruflichen Tätigkeit nachgingen. Im selben Alter hatte er erstmals den Wunsch, mit dem Schreiben anzufangen. In seiner High-School-Zeit fühlte er sich unterfordert und gelangweilt, bevorzugte Mathematik und Sprachunterricht. Mit 16 Jahren verließ er die Schule und bereiste Amerika und Kanada. Er arbeitete in verschiedenen Branchen, unter anderem im Baugeschäft, in einer Selbsthilfegruppe und in der Buchhaltung. Des Weiteren half er Drogenabhängigen von ihrer Sucht loszukommen.
In einem Interview vom 28. März 2011 in Dortmund sagte McFadyen, dass er inzwischen sehr zurückgezogen lebte. Einige seiner Bücher wurden nach eigenen Auskünften zuerst in Deutschland veröffentlicht.
Der Erscheinungstermin von Die Stille vor dem Tod, der Fortsetzung der Smokey-Barrett-Reihe, wurde mehrfach verschoben. Der Roman erschien erst im September 2016. Auf seiner Buchtour im Oktober 2016 begründete er die lange Wartezeit damit, dass seine Eltern in dieser Zeit beide verstorben sind und er sie bis zu deren Tod gepflegt hatte.
McFadyen war Vater einer Tochter und lebte in Südkalifornien.

## Erzählstil
Die Geschichten der Protagonistin Smoky Barrett sind aus der Ich-Perspektive und im Präsens geschrieben. In Monologen erzählt sie mit ihrer inneren Stimme. McFadyens Erzählstil wird bei Booksection als sehr intensiv, atmosphärisch dicht und eindringlich geschildert. Gleichzeitig besäße er poetische Anteile und vermöge den Leser bis in sein Innerstes zu berühren. Lars Schafft hingegen beschreibt ihn mit „Die Feinsinnigkeit einer Massenkarambolage auf der A3 – Plakative, bluttriefende Gewaltorgien, nicht die Spur von Suspense, kitschiger Gefühlsplüsch, Charaktere ohne jegliche Schattierungen und das Ganze in einem Stil, für den jeder Studi in ,Creative Writing‘ eins übergezogen bekäme.“ Jörg Kijanski bewertet den Debütroman des Schriftstellers mit „Was hier dem Leser allerdings zugemutet wird, geht nicht nur hart an die Schmerzgrenze, sondern eindeutig darüber hinaus und ist teilweise schlichtweg ekelhaft.“ Zur Abmilderung der Folterszenen benutzt McFadyen häufig das Stilmittel des „Tempobruchs“ mit einer anderen Thematik.

## Werke (Auswahl)
„Smoky-Barrett“-Zyklus
- Die Blutlinie. Thriller („Shadow Man“). Lübbe Verlag, Bergisch Gladbach 2006, ISBN 3-7857-2258-3 (übersetzt von Axel Merz).
  - Die Blutlinie. Hörbuch („Shadow Man“). Lübbe Audio, Bergisch Gladbach 2006, ISBN 978-3-7857-3207-6 (6 CDs; gelesen von Franziska Pigulla).
- Der Todeskünstler. Thriller („The Face Of Death“). Verlag Bastei Lübbe, Bergisch Gladbach 2007, ISBN 978-3-7857-2302-9 (übersetzt von Axel Merz).
  - Der Todeskünstler. Hörbuch („The Face of Death“). Bearb. Fassung. Lübbe Audio, Bergisch Gladbach 2007, ISBN 978-3-7857-3412-4 (6 CDs; gelesen von Franziska Pigulla).
- Das Böse in uns. Thriller („The Darker Side“). Lübbe Verlag, Bergisch Gladbach 2008, ISBN 978-3-7857-2339-5 (übersetzt von Axel Merz).
  - Das Böse in uns. Hörbuch („The Darker Side“). Audio Media Verlag, München 2010, ISBN 978-3-86804-571-0 (6 CDs; gelesen von Franziska Pigulla und Kathrin Weick).
- Ausgelöscht. Thriller („Abandoned“). Lübbe Verlag, Bergisch Gladbach 2010, ISBN 978-3-7857-2390-6 (übersetzt von Angela Koonen und Dietmar Schmidt).
  - Ausgelöscht. Hörbuch („Abandoned“). Bearb. Fassung. Lübbe Audio, Bergisch Gladbach 2010, ISBN 978-3-7857-4331-7 (6 CDs; gelesen von Franziska Pigulla).
- Die Stille vor dem Tod („The Truth Factory“). Lübbe Verlag, Bergisch Gladbach 2016, ISBN 978-3-7857-2566-5 (übersetzt von Axel Merz).
  - Die Stille vor dem Tod. Hörbuch („The Truth Factory“). Lübbe Audio, Bergisch Gladbach 2016, ISBN 978-3-7857-5386-6 (6CDs; gelesen von Franziska Pigulla).

Weitere Bücher
- Der Menschenmacher. Thriller („The Innocent Bone“.) Lübbe Verlag, Bergisch Gladbach 2011, ISBN 3-7857-2407-1 (übersetzt von Axel Merz).
  - Der Menschenmacher. Hörbuch („The Innocent Bone“). Bearb. Fassung. Lübbe Audio, Bergisch Gladbach 2011, ISBN 3-7857-4448-X (gelesen von Hannes Jaenicke).